# Abd al-Rahim Khan
Mirzà Abd al-Rahim Khan khan-i-Khanan (Lahore, 16 de desembre de 1556 - Delhi, 1627) fou un general i home d'estat indi fill del primer wakil d'Akbar el Gran, Bayram Khan. Era d'ètnia turcmana del grup dels Qara Qoyunlu.

## Biografia
Tenia 4 anys quan el seu pare fou assassinat i Akbar va assolir la seva educació i li va donar el títol de Mirzà Khan. El 1572 va acompanyar a l'emperador al Gujarat i li fou confiat (sota tutela de Sayyid Ahmad de Baraha) el govern del districte de Patan on el seu pare havia estat assassinat,. Va seguir amb Akbar al Gujarat durant la seva famosa «marxa forçada» i en la batalla de Sarnal que va posar fi a la rebel·lió dels mirzàs. El 1576 va rebre el govern de Gujarat sota tutela de Wazir Khan Harawi. Va participar en l'expedició de Mewar i a la conquesta de Gogunda i Kumbhalmer (1578).
El 1581 fou nomenat mir 'ard una funció que fins aleshores feien set oficials i li fou concedit en feu el Ranthambore amb l'encàrrec de pacificar la zona. El 1582 fou nomenat atalik de Salim (de 13 anys), fill d'Akbar. El 1583 va anar a Gujarat per reprimir la revolta de Muzaffar Shah Gujarati, que va derrotar a Sarkhedj i Nadot, i per això va rebre el títol de khan-i-khanan i fou elevat a mansab de 5000 (el càrrec més alt de l'administració imperial). Va conservar Gujarat i va perseguir a Muzaffar a Kathiawar conquerint Nawanagar. El 1585 va anar a la cort i Muzaffar es va revoltar en la seva absència, però Abd al-Rahim va retornar a la província i la va pacificar. El 1586 es va iniciar el sistema de co-governs i li fou associat Kulidj Khan. El 1587 va tornar a la cort conservant nominalment el càrrec de co-governador. El 1589 el govern li fou retirat i donat a Mirzà Aziz Kuka, germà de la seva dona Mah Banu, i seguidament fou promogut a la més alta funció a la cort, la de wakil, amb el feu (djagir) de Djawnpur, que el 1590/1591 li fou bescanviat (sense el seu acord) amb el de Multan i Bhakkar i fou nomenat comandant de l'exèrcit enviat a conquerir Kandahar i annexionar Thatta, que estava en mans de Mirzà Djani Beg Tarkhan; Abd al-Rahim va atacar primer Thatta on esperava fer millor botí i va deixar el comandament de l'expedició de Kandahar a Daniyal, fill d'Akbar. El 1591/1592 fou conquerida Thatta. Mirzà Djani Beg va donar una filla seva en matrimoni a Shah Nawaz (Iridji) fill d'Abd al-Rahim, i va anar a la cort acompanyat d'aquest darrer.
El 1593 Daniyal va rebre el comandament d'una expedició al Dècan i Abd al-Rahim fou nomenat el seu conseller però finalment el projecte es va anul·lar per consell d'Abd al-Rahim. Dos anys després Murad, un altre fill d'Akbar, va iniciar la conquesta de Dècan; llavors Abd al-Rahim va rebre el feu de Bhilsa i fou nomenat conseller i assistent del príncep. Les relacions amb Murad no foren bones i no va participar en la campanya excepte en la victòria de Bidjapur sobre Suhayl Khan (que tenia un exèrcit superior) el 1597. Com que les relacions amb Murad no milloraven fou cridat a la cort el 1598. Mort Murad, el príncep Daniyal fou enviat al Dècan el 1589 i Abd al-Rahim fou nomenat el seu conseller i assistent. Van assetjar junts Ahmadnagar, que fou defensada brillantment per Chand Bibi però finalment conquerida; Daniyal fou nomenat governador i llavors es va casar amb la filla d'Abd al-Rahim de nom Djani Begum.
Quan Salim va pujar al tron amb el nom de Jahangir, fou confirmat en les seves funcions al Dècan. Quan Malik Anbar, cap de la dinastia nizamshàhida d'Ahmadnagar va intentar recuperar el territori perdut contra els mogols, Abd al-Rahim va prometre a l'emperador una victòria ràpida si se li donaven els recursos suficients; un exèrcit dirigit per Parwiz, fill de Djahangir, li fou enviada, però segons sembla a causa d'una mala coordinació entre els generals, Abd al-Rahim va haver d'acceptar un tractat humiliant amb Malik Anbar el 1610. Va caure en desgràcia i fou cridat a la cort i acusat d'incompetència i traïció, però al cap de poc fou perdonat i se li van donar els feus de Kalpi i Kannauj amb l'encàrrec de reprimir la revolta d'aquests districtes.
Com que la situació al Dècan no millorava, fou cridat altre cop i enviat allí el 1612; no va poder fer res més que restablir la situació fins que Parwiz fou substituït el 1616 pel príncep Khurram (després Xa Jahan). Aquest va venir amb un exèrcit considerable i va derrotar Malik Anbar signant un tractat el 1617 que restituïa als mogols les seves conquestes. El 1620 Malik Anbar va tornar a la guerra però altre cop fou derrotat. El 1622 Khurram fou cridat a la cort junt amb Abd al-Rahim per agafar el comandament d'un exèrcit contra els perses que acabaven d'ocupar Kandahar; Khurram no va voler obeir l'orde i es va revoltar i Abd al-Rahim li va fer costat, però després fou arrestat per haver comunicat amb Mahabat Khan, el comandant de les forces imperials. Finalment fou alliberat quan Mahabat va insistir a negociar la pau amb Abd al-Rahim; quan va arribar al camp imperial li fou prohibit de comunicar amb el camp rebel, i encara que va acceptar unir-se a les forces imperials va quedar sota vigilància.
El 1625 Djahangir el va cridar a la cort i li va restituir títols i honors i li va donar una quantitat de diners. Mahabat Khan es va revoltar i va arribar a fer presoner a l'emperador, però aquest es va escapar. Abd al-Rahim es va posar al seu servei per dirigir l'expedició contra el general rebel. El 1626 va rebre l'orde de preparar l'expedició i va rebre el feu dels districtes que havien estat ocupats per Mahabat Khan. Abans d'acabar els preparatius es va posar malalt a Lahore i va morir en arribar a Delhi el 1627, als 71 anys.
Els seus quatre fills van morir abans que ell: Mirzà Iridji (Shah Nawaz Khan) va ocupar un alt càrrec a l'administració i va morir el 1619; Mirzà Darab (Darab Khan) general distingit i governador de Bengala amb Khurram (Xa Jahan) durant la seva revolta, fou capturat per Mahabat Khan i executat el 1625/1626; Mirzà Rahman va morir el 1619 Mirzà Amru'ullah va morir jove.
A més de tota la seva vida professional, fou un poeta expert en àrab, persa, turc i hindi, llengües en les quals va escriure versos. La seva poesia en hindi, Bhakti, és la seva obra més famosa. Fou mecenes de molts poetes. La seva generositat fou proverbial.